# コディアック島

コディアックアイランド郡

コディアック島（コディアックとう、Kodiak Island）は、アメリカ合衆国のアラスカ州に属する島。州南部の太平洋側にあり、本土とはシェリコフ海峡で隔てられている。面積は8,975km2で、アメリカ合衆国の島のうち、ハワイ島に次いで2番目に大きい。人口は約13,000人。
コディアック島はコディアックアイランド郡の中心地域である。最大の町は郡庁所在地のコディアックで、人口5,581人（2020年）。この町には沿岸警備隊の基地がある。島の主要産業は漁業で、サケ、オヒョウ、タラバガニなどを獲っている。また林業、畜産業、銅の採掘も行われている。
ヒグマの亜種コディアックヒグマが生息することで知られる。

## 歴史

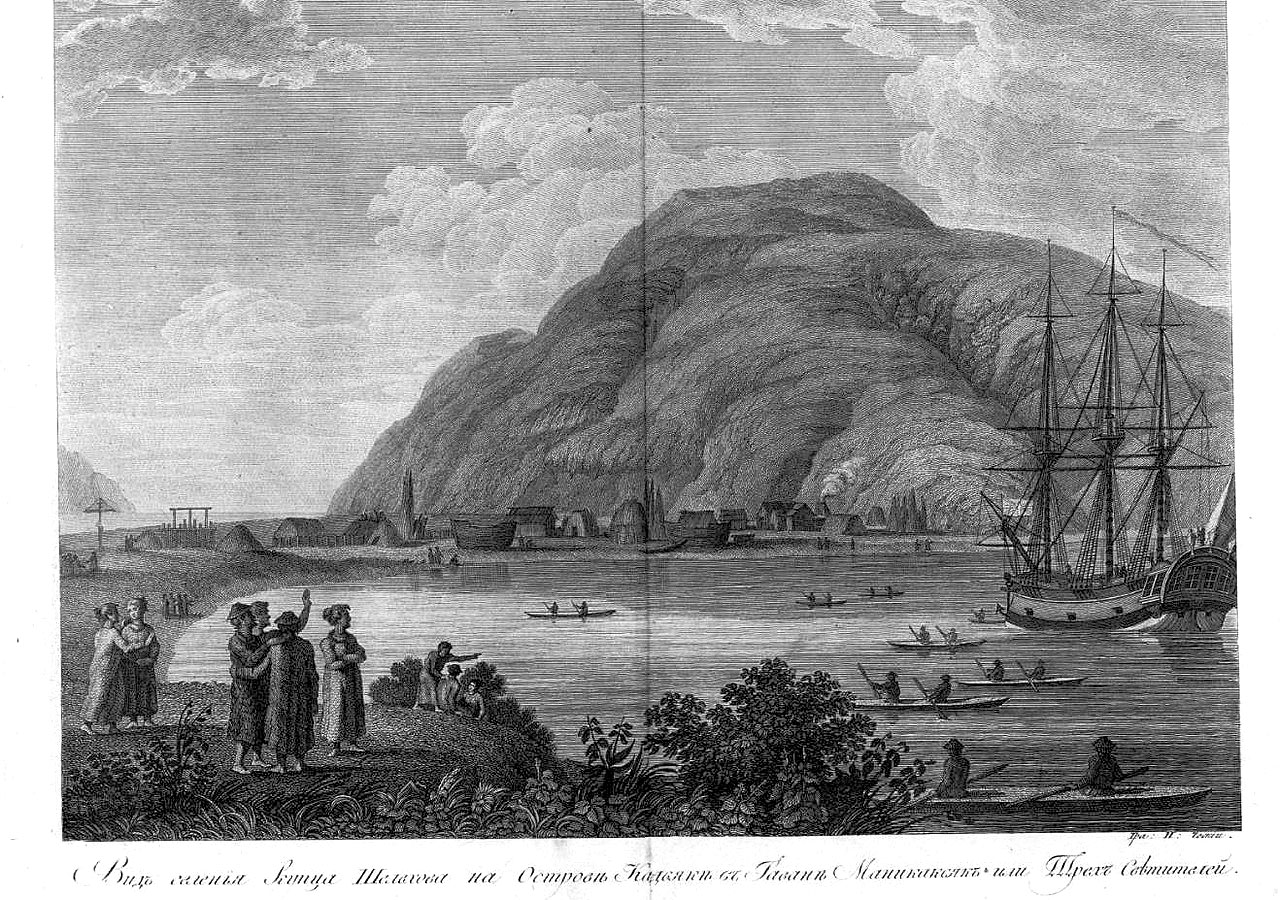
グリゴリー・シェリホフが建設した植民地

- コディアク島には先住民として、ユピック系のコニアガ族がおり、彼らは狩猟、採集、農業を行って生活していた。
- 1763年にロシアの毛皮商人ステパン・グロトフ(Stepan Glotov)が探検した。
- 1784年に同じくロシア人の毛皮商人グリゴリー・シェリホフ(Grigory Shelikhov)が、島の南部のThree Saints湾に居留地を建設し、以降はロシアによる永続的な植民地となった。
- 1792年、ロシア領アメリカ植民地の中心がコディアックに移り、ここがロシアの毛皮貿易の中心地になった。
- 1867年、アメリカ合衆国のロシアからのアラスカ購入に伴い、コディアク島もアメリカ領となった。アメリカ人は島に定住し、狩猟や、毛皮用に狐の飼育を行った。
- 1912年に対岸にあるカトマイ山が大噴火し、大量の火山灰が降って島の生態系に大きな被害をもたらした。
- 1964年、アラスカ地震が起き、地震と津波で沿岸の町に甚大な被害が出た。